# Zvonko Maković
Zvonko Maković (Budrovci pored Đakova, 6. veljače 1947.) hrvatski je povjesničar umjetnosti, pjesnik, esejist.

## Životopis
Diplomirao je povijest umjetnosti i komparativnu književnost na Filozofskom fakultetu u Zagrebu. Na istom fakultetu sad je šef Katedre za modernu umjetnost i vizualne komunikacije na Odsjeku za povijest umjetnosti.
Prva knjiga pjesama objavljena mu je 1968. godine i nagrađena Nagradom Fonda A. B. Šimića. Godine 2001. dobio je Goranov vijenac za cjelokupni pjesnički rad. Godine 2002. dobio je nagradu Duhovno hrašće, 2002. na Pjesničkim susretima u Drenovcima za zbirku Veliki predjelim, male sjene. Na istim susretima 2008. je dobio povelju Visoka žuta žita za sveukupni književni opus i trajni doprinos hrvatskoj književnosti.
Objavio je 5 knjiga eseja, nekoliko knjiga kolumni i feljtona i desetak monografija posvećenih suvremenim umjetnicima. Organizirao je brojne izložbe, a 2001. bio je nacionalni izbornik na Venecijanskom bijenalu. Napisao je tekst za monografiju Slavonija & Baranja.

## Djela

### Zbirke pjesama
- "U žilama će ljepota teći" (1968.)
- "Prostor voštanice" (1969.)
- "Karta svijeta" (1971.)
- "Komete, komete..." (1978)
- "Činjenice" (1983.) - Nagrada "Vladimir Nazor"
- "Strah" (1985.)
- "Ime" (1987.)
- "Točka bijega" (1990.)
- "Prah" (1992.)
- "Veliki predjeli, kratke sjene" (2000.) - izabrane pjesme
- "Larges espaces, courtes ombres - Choix de poemes" (Poemes traduits du croate par Brankica Radić), Pariz (2003)
- "Međuvrijeme" (2005.)

Njegova djela je u njenoj antologiji Żywe źródła iz 1996. s hrvatskog na poljski prevela poljska književnica i prevoditeljica Łucja Danielewska.

### Eseji
- "Oko u akciji" (1973.; eseji iz likovne umjetnosti)
- "Nenapisano" (1989.)

### Monografije
- "Miroslav Šutej" (1981.)
- "Mauro Stipanov" (1987.)
- "Slavonija i Baranja" - fotografije: Marin Topić  (1994.)
- Slavonija & Baranja - fotografije: Marin Topić  (2005.)